# 横倉甚五郎
横倉 甚五郎（よこくら じんごろう、天保5年（1834年） - 明治3年8月15日（1870年9月10日））は、新選組隊士。本姓は藤原氏。諱は邦頼。

## 生涯
天保5年（1834年）、武州多摩郡堀ノ内村（現：八王子市）にて横倉良助の次男として誕生。剣術は天然理心流を修めた。
元治元年（1865年）、局長近藤勇による隊士募集に応じて新選組に入隊した。慶応3年（1867年）11月の油小路事件では大石鍬次郎らと共に出動した。
慶応4年（1868年）1月に戊辰戦争が勃発すると、鳥羽・伏見の戦い、甲州勝沼の戦い、会津戦争を経て仙台で榎本武揚艦隊と合流し、蝦夷地へ渡航した。明治2年（1869年）5月15日に、箱館戦争において横倉らの籠る弁天台場は降伏。横倉は同所にて謹慎を言い渡されたが、元京都見廻組今井信郎などと共に坂本龍馬、伊東甲子太郎暗殺の嫌疑をかけられ、同年11月9日、東京の糾問所に送検されて取り調べを受けた。明治3年（1870年）8月15日に獄死。享年37。
なお、弁天台場降伏時に詠まれた辞世の句が残る。「義のために つくせしことも 水の泡 打ちよす波に 消えて流るゝ」。
墓所は八王子市上野町の大法寺だったが、戦後の区画整理により寺と共に同市内の鑓水に移転し、子孫により墓碑が建てられている。